# Darja Andrejewna Chalturina

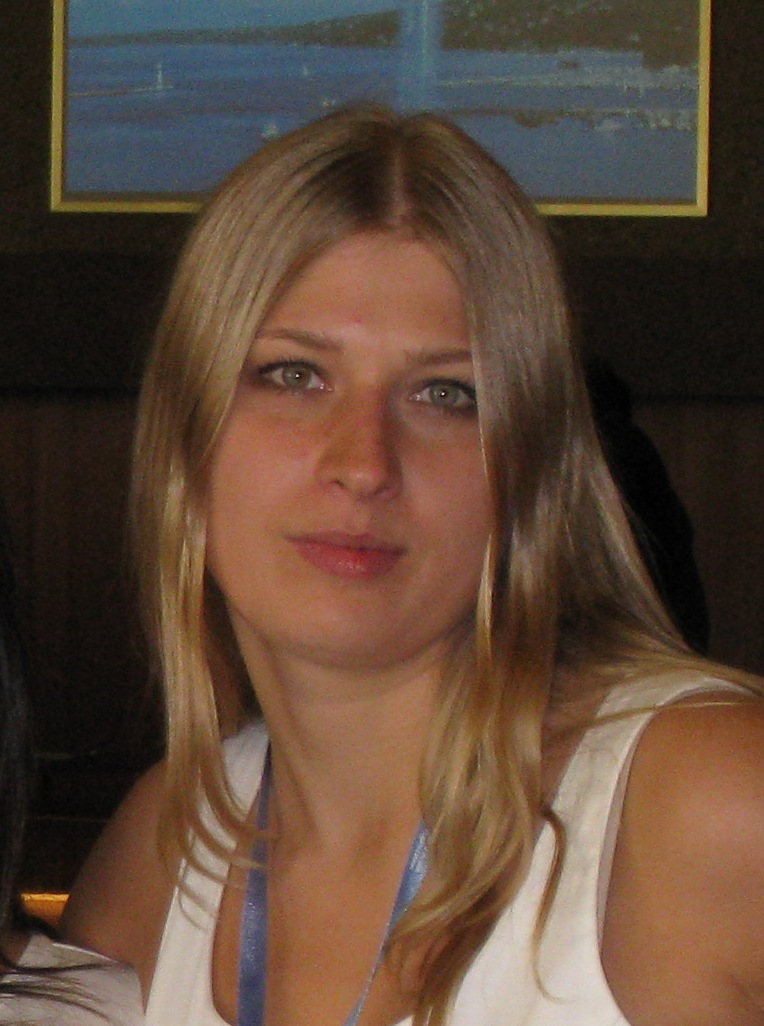
Darja Chalturina (2009)

Darja Andrejewna Chalturina (russisch Дарья Андреевна Халтурина; * 4. Januar 1979 in Dolgoprudny, Sowjetunion) ist eine russische Historikerin und Soziologin.

## Leben
Chalturina studierte am Lehrstuhl für Kulturgeschichte und -theorie der Fakultät für Kunstgeschichte der Russischen Staatlichen Geisteswissenschaftlichen Universität in Moskau mit Spezialisierung auf Kulturologie. Nach der Aspirantur wurde sie mit ihrer Dissertation über Moskauer Muslime und die ethnokonfessionelle Toleranz nach einer Umfrage in Moscheen 2003 zum Kandidaten der Geschichtswissenschaften mit Spezialisierung auf Ethnologie, Ethnographie und Anthropologie promoviert.

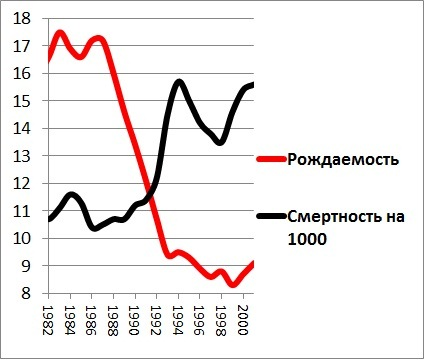
Russisches Kreuz: Geburten (rot) und Sterbefälle (schwarz) pro 1000 Einwohner pro Jahr in Abhängigkeit von der Zeit in Jahren

Zusammen mit Andrei Witaljewitsch Korotajew, Professor der Moskauer Wirtschaftshochschule und Mitarbeiter des Instituts für Orientstudien und Afrika der Russischen Akademie der Wissenschaften, untersuchte Chalturina die Faktoren und Mechanismen der gegenwärtigen russischen demografischen Krise. Die Ergebnisse waren die Grundlage für die mathematische Modellierung der demografischen Zukunft Russlands. Chalturina schlug eine überzeugende mathematische Erklärung der Doomsday Equation Heinz von Foersters des Weltbevölkerungswachstums vor.
Auch entwickelten Korotajew und Chalturina ein Projekt zur Änderung der russischen Alkoholpolitik, das von Georgi Gennadjewitsch Malinezki, Vizedirektor des M.-W.-Keldysch-Instituts der Russischen Akademie der Wissenschaften, positiv beurteilt wurde. Chalturina ist Ko-Vorsitzende der russischen Koalition für Alkoholkontrolle und Ko-Vorsitzende der russischen Antitabak-Koalition.
Chalturina und Korotajew gehörten zu den Pionieren der Untersuchung der Korrelation zwischen der räumlichen Verteilung der Mythen und der der genetischen, linguistischen und anderer Charakteristika von Menschen, um die frühe Menschheitsgeschichte zu rekonstruieren. Ein Anwendungsfall sind die frühen Wanderungsbewegungen aus Sibirien nach Amerika.
Chalturina zeigte mit ihren Kollegen, dass der Protestantismus zur Entwicklung des Kapitalismus beigetragen hat, wobei nicht, wie Max Weber vorgeschlagen hatte, die protestantische Ethik wichtig war, sondern die protestantische Lesefähigkeit infolge der Verpflichtung zum Bibellesen.
Chalturina leitet die Monitoringgruppe für strategische Risiken und Bedrohungen des Zentrums für Zivilisations- und Regionalstudien des Moskauer Afrika-Instituts der Russischen Akademie der Wissenschaften. 2006 wurde sie als beste Ökonomin der Russischen Akademie der Wissenschaften geehrt. Sie ist Mitglied des Expertenrats bei der russischen Regierung.